# Dolský mlýn
Dolský mlýn – zabytkowe ruiny młyna w Czechach.

## Położenie
Ruiny po dawnym młynie położone są w północnych Czechach, na obszarze Parku Narodowego Czeska Szwajcaria (NP České Švýcarsko) na Wyżynie Dieczyńskiej (Děčínská vrchovina), nad rzeką Kamenice, około 3,0 km na zachód od centrum miejscowości Jetřichovice w okresie Děčín.
Są to pozostałości murów obrysowych do wysokości piętra, po budynku z pierwszej połowy XV wieku przebudowanym w XVIII wieku na styl barokowy, w którym mieścił się młyn wodny. Romantyczne ruiny położone w uroczym zakątku nad rzeką Kamenice stanowią jedną z wielu atrakcji turystycznych Szwajcarii Czeskiej.

## Historia
Pierwsze pisemne wzmianki o młynie pochodzą z 1515 r. Był to młyn wodny z trzema kołami wodnymi, zbudowany nad rzeką Kamenice. Dwa koła napędzały urządzenia mielące zboże, a trzecie koło napędzało trak. W latach 1696–1910 młyn był własnością rodu Pohlů, którzy kilkakrotnie w tym okresie obiekt przebudowywali i modernizowali. W 1727 roku budynek przebudowano w stylu barokowym, później w latach 1819–1845 w kolejnych modernizacjach wygląd budynku został zmieniony.
W związku z używaniem rzeki do spławu drewna właściciele nie mogli w pełni wykorzystać wody do napędzania kół wodnych młyna. Uciążliwość tę rekompensowało właścicielom nadane prawo wyrobu piwa i wódki owocowej (palinki). W 1881 roku w okolicy młyna ożył ruch turystyczny, gdy wybudowano obok przystań oraz gospodę i uruchomiono przejazd łodziami rzeką Kamenice między Srbská Kamenice a Dolským mlýnem przez wąwóz Ferdinandova soutěska. Przez kilka lat siedzibę miała tu straż celna, po 1945 roku młyn opustoszał i powoli popadał w ruinę. Obecnie po okazałej budowli pozostały tylko ruiny z fragmentem murów obrysowych.
Na terenie młyna nagrywane były sceny do czeskiej bajki Pyšná princezna oraz filmów Peklo s princeznou i Ztracený princ.